# George Fenton
 George Richard Ian Howe, més conegut com a George Fenton, (Londres, 19 d'octubre de 1950) és un compositor anglès, especialment famós per ser l'autor d'algunes bandes sonores per a pel·lícules i la televisió, malgrat que també escriu per al teatre.
Cursà estudis en l'escola de Saint Edward a Oxford. Inicialment Fenton treballà com a actor, assolint un paper en l'obra Fourty Years On, d'Alan Bennet. Posteriorment es guanyà un cert reconeixement després d'aparèixer successivament a la pel·lícula Private Road, la telesèrie Emmerdale Farm i en la primera obra d'Alan Bennet per a televisió, A Day Out, dirigit per Stephen Frears i emesa el 1972.
Freqüentment sol·licitat per tocar un instrument musical en les produccions, Fenton decidí aviat reedificar llur carrera envers la composició. El 1974 assolí la seva comissió important, després de compondre i dirigir la banda sonora per la producció teatral de Peter Gill, Twefth Night, representada per la Royal Shakespeare Company a Stratford-upon-Avon. Això li serví per treballar a posteriori al teatre britànic, component treballs pel Teatre Nacional, el Royal Exchange Theatre, La Cort Reial, els estudis Riverside i de nou la Royal Shakespeare Company.
El 1976 Fenton escriví llur primer treball per una obra televisiva, Hitting Town per Stephen Poliakof i produïda per Peter Gill.
Compongué les bandes sonores per Six Plays, d'Alan Bennett, emeses durant 1978 i 1979. la seva col·laboració continuà el 1892 amb la sèrie Objects of Affection. Un any més tard va compondre la música de la telepel·lícula An Englishman Abroad (1983), de Bennett, dirigit per John Schlesinger. Fenton també compongué tots els episodis de l'aclamada sèrie de Bennett Talkng Heads (1987), i una dècada més tard, el 1998, Talking Heads 2.
Fenton també col·laborà regularment amb el director Stephen Frears component per llurs produccions televisives Bloody Kids (1979), Going Gently (1981), Saigon: Year of the Cat (1983), i Walter and June (1983).
A mitjans dels anys vuitanta, Fenton, componia per a sèries d'alt pressupost incloent les guardonades The Jewel in the Crown (1984) i The Monocled Mutineer (1986).
Potser la sèrie què, per a Fenton, assolí la major audiència fou Bergerac, la qual va estar en antena durant deu anys, entre 1981 i 1991, per la qual rebé el seu primer gran premi, un BAFTA, el 1982.
Fenton ha treballat per a nombrosos programes sobre fauna salvatge, sovint per al productor David Attenborough. Llur iniciació fou en les sèries de la BBC Wildlife on One i Natural World, i continuà amb documentals especials com Polar Bear. A continuació una llista d'alguns dels més de setanta treballs:
- 84 Charing Cross Road
- Entropy
- Gandhi
- The Wind That Shakes the Barley
- The History Boys
- Les amistats perilloses (Dangerous Liaisons)
- El rei pescador
- La follia del rei George
- Shadowlands
- Groundhog Day
- Fight Club[3]
- Cry Freedom
- Mrs Henderson Presents
- Land and Freedom
- We're No Angels
- Clockwise
- The Crucible
- Embruixada
- Bergerac
- Talking Heads
- The Jewel in the Crown
- The Blue Planet
- Planet Earth
- Dangerous Beauty
- Ever After: A Cinderella Story
- Born Yesterday (1993)

Llur trajectòria en aquest gènere l'assolit i consolidat fermament com el compositor dels documentals més importants de la BBC.
Fenton ha col·laborat al llarg de la seva carrera amb gran quantitat de directors de cinema, alguns de tant renom com Neil Jordan, Harold Ramis o Pedro Almodóvar. Però pel director que, fins al 2023, ha treballat més ha estat Ken Loach. Li ha posat la música a 18 pel·lícules. Va començar el 1994 amb Ladybird, Ladybird, li va seguir Land and Freedom (1995) Carla's Song (1996), My Name Is Joe, Bread and Roses (2000), The Navigators (2001), Sweet Sixteen (2002), Ae Fond Kiss...(2004) The Wind That Shakes the Barley (2006), It’s a free world (2007), Looking for Eric (2009), Route Irish (2010), The Angels' Share (2012), el documental The Spirit of '45 (2013), Jimmy's Hall (2014), I, Daniel Blake (2016), Sorry We Missed You (2029) i The Old Oak (2023).